# Asthenoctenus longistylus
Asthenoctenus longistylus is een spinnensoort in de taxonomische indeling van de kamspinnen (Ctenidae).
Het dier behoort tot het geslacht Asthenoctenus. De wetenschappelijke naam van de soort werd voor het eerst geldig gepubliceerd in 1998 door Antonio D. Brescovit & Simó.